# Benkt Norelius
Benkt Norelius, född 26 april 1886 i Umeå, död 30 november 1974 i Linköping, var en svensk gymnast. Vid olympiska sommarspelen i Stockholm 1912 blev han guldmedaljör i trupptävlan, svenskt system.